# Conflictul armat din Donbas

Harta războiului din Donbas

Războiul din Donbas este un conflict armat în regiunea Donbas din Ucraina, parte a crizei ucrainene și a războiului ruso-ucrainean mai larg. De la începutul lunii martie 2014 în urma a Revoluției ucrainene din 2014 și a Euromaidanului, au avut loc proteste ale unor grupuri anti-guvernamentale separatiste susținute de Rusia în regiunile Donetsk și Luhansk din Ucraina, în mod colectiv numite Donbas. Aceste demonstrații, care au urmat anexării Crimeii din februarie-martie 2014 de către Federația Rusă și care au făcut parte dintr-un grup mai larg de proteste simultane în sudul și estul Ucrainei, au escaladat într-un conflict armat între forțele separatiste ale republicilor autodeclarate Donețk și Luhansk (respectiv RPD și RPL) și guvernul ucrainean. În timp ce protestele inițiale erau în mare parte o expresie a nemulțumirii față de noua guvernare ucraineană, Rusia a profitat de ele pentru a lansa o campanie politică și militară coordonată împotriva Ucrainei. Mișcarea separatistă din Donetsk a fost condusă din aprilie până în august 2014 de cetățeni ruși și a fost susținută de voluntari și materiale din Rusia. Pe măsură ce conflictul a escaladat în mai 2014, Rusia a folosit o „abordare hibridă ”, desfășurând o combinație de tactici de dezinformare, luptători neregulați, trupe ruse regulate și sprijin militar convențional pentru a destabiliza regiunea Donbas. Potrivit guvernului ucrainean la culmea conflictului din vara anului 2014 paramilitarii ruși ar fi reprezentat între 15% și 80% din combatanți.
Ucraina a lansat o contraofensivă militară împotriva forțelor pro-ruse în aprilie 2014, denumită „Operațiunea Antiteroristă” (ATO) din 2014 până în 2018, când a fost redenumită „Operațiunea Forțelor Comune” (JFO).:4 Până la sfârșitul lunii august 2014 această operațiune a reușit să micșoreze teritoriul sub controlul forțelor pro-ruse și a ajuns aproape de a recâștiga controlul frontierei ruso-ucrainene. Ca răspuns Rusia și-a abandonat abordarea hibridă și a început o invazie convențională a Donbasului. Între 22 și 25 august 2014 artileria rusă, personalul și ceea ce Rusia a numit „convoi umanitar” au trecut frontiera dintre Ucraina și Rusia. Trecerile au avut loc atât în zone aflate sub controlul forțelor pro-ruse, cât și în zone care nu erau sub controlul lor, cum ar fi partea de sud-est a regiunii Donețk, lângă Novoazovsk. Aceste evenimente au urmat bombardamentelor raportate ale pozițiilor ucrainene din partea rusă a frontierei în cursul lunii precedente. Șeful Serviciului de Securitate al Ucrainei, Valentîn Nalîvaicenko a caracterizat evenimentele din 22 august drept o „invazie directă de către Rusia a Ucrainei”, în timp ce alți oficiali occidentali și ucraineni au descris evenimentele ca „invazie stealth” a Ucrainei de către Rusia. Poziția oficială a Rusiei cu privire la prezența forțelor rusești în Donbas a fost vagă: în timp ce organismele oficiale au negat prezența „forțelor armate regulate” în Ucraina, ele au confirmat în numeroase ocazii prezența „specialiștilor militari”, alături de alte eufemisme, de obicei însoțite printr-un argument conform căruia Rusia „a fost forțată” să-i trimită pentru „apărarea populației de limbă rusă”.
Ca urmare a invaziei insurgenții RPD și RPL au recuperat o mare parte din teritoriul pe care îl pierduseră în timpul ofensivei militare precedente a guvernului ucrainean. Ucraina, Rusia, RPD și RPL au semnat la 5 septembrie 2014 un acord de încetare a focului, denumit Protocolul de la Minsk Încălcările armistițiului de ambele părți au devenit obișnuite. În cursul solidificării liniei dintre teritoriul insurgenților și teritoriul controlat de guvern în timpul armistițiului, liderii militari au preluat controlul asupra unor teritorii în zona insurgenților, ducând la o destabilizare suplimentară. Armistițiul s-a prăbușit complet în ianuarie 2015, reîncepându-se lupte grele în zona conflictului, inclusiv la Aeroportul Internațional Donețk și la Debalțeve. Părțile implicate au căzut de acord cu o nouă încetare a focului, numită Minsk II, la 12 februarie 2015. Imediat după semnarea acordului forțele separatiste au lansat o ofensivă asupra Debalțeve și au forțat forțele ucrainene să se retragă din acest oraș. În lunile de după căderea Debalțeve mici lupte au continuat de-a lungul liniei de contact, dar nu s-au produs schimbări teritoriale. Această stare de impas a dus la etichetarea războiului drept „conflict înghețat”; în ciuda acestui fapt zona a rămas o zonă de război, cu zeci de soldați și civili uciși în fiecare lună. În 2017 în medie un soldat ucrainean a murit în luptă la fiecare trei zile, numărul trupelor ruse și separatiste rămase în regiune fiind estimat la 6.000 și, respectiv, 40.000. Până la sfârșitul lui 2017 misiunea de observatori OSCE contabilizase aproximativ 30.000 de indivizi îmbrăcați în stil militar trecând din Rusia în Donbas la cele două puncte de control de frontieră pe care i s-a permis să le monitorizeze. OSCE a documentat și numeroase cazuri de convoaie militare care treceau de obicei noaptea din Federația Rusă în teritoriul ocupat pe drumuri de pământ departe de punctele de trecere oficiale ale frontierei.
De la începutul conflictului au fost 29 de încetări ale focului, fiecare intenționată să rămână în vigoare la nesfârșit, dar niciuna dintre ele nu a oprit violențele. Cea mai reușită încercare de a opri luptele a fost în 2016, când un armistițiu a rezistat timp de șase săptămâni consecutive. Cea mai recentă (a 29-a) încetare a focului a intrat în vigoare la 27 iulie 2020, după care mai mult de o lună nu au fost uciși în cadrul forțelor ucrainene. Potrivit autorităților ucrainene, de la 27 iulie 2020 până la 7 noiembrie 2020, pierderile în morți au scăzut de zece ori (trei soldați ucraineni au fost uciși), iar numărul atacurilor a scăzut de 5,5 ori.
Ucraina, Rusia, RPD, RPL și OSCE au convenit asupra unei foi de parcurs pentru încetarea conflictului la 1 octombrie 2019. Cu toate acestea, conflictul nu a fost dezamorsat de atunci și, la sfârșitul verii lui 2020, a rămas încă nerezolvat pe mai multe niveluri. În primul trimestru al lui 2021 s-a înregistrat o creștere semnificativă a numărului de uciși ucraineni (25, comparativ cu 50 de morți în tot 2020) și asamblarea unor mari forțe militare rusești la frontiera Donbas-Rusia de la sfârșitul lunii martie până la începutul lunii aprilie 2021 și de la sfârșitul lunii octombrie-începutul lunii noiembrie 2021 încolo.
Rusia a recunoscut oficial RPD și RPL pe 21 februarie 2022, a mutat deschis forțele militare în aceste teritorii în următoarea zi, și pe 24 februarie a lansat o invazie la scară largă din teritoriul ucrainean ocupat și peste granițele din Rusia și Belarus. De la începutul invaziei, forțele ruse au ocupat coasta Mării Azov, inclusiv orașul Mariupol, în timp ce au preluat cea mai mare parte din regiunea Luhansk și jumătate din regiunea Donețk. După ce ofensiva spre Odesa a stagnat în afara Mykolaiv, iar încercarea de a încercui Kievul a fost abandonată și s-a retras dincolo de granițele Ucrainei, forțele ruse au lansat un asalt reînnoit în regiunea Donbas, capturând întreaga regiune Luhansk.

## Cronologie
Luptele au început în aprilie 2014 când separatiștii pro-ruși au preluat controlul asupra unor localități din regiunile Donețk și Luhansk. Pe 26 mai 2014 forțele guvernamentale au capturat Aeroportul din Donețk, iar pe 5 iulie au recâștigat bastioanele separatiștilor Sloveansk și Kramatorsk. O ofensivă ucraineană de amploare a avut loc după aceste cuceriri, trupele guvernamentale recucerind Lîsîceansk, Severodonețk etc. și au încercuit orașele Donețk și Luhansk. Lupte de stradă au avut loc în următoarele zile, dar pe 25 august a avut loc o invazie a armatei regulate rusești care a oprit ofensiva ucraineană, alungând trupele ucrainiene din Donețk si Luhansk, încercuindu-le la Ilovaisk. În aceeași zi separatiștii pro-ruși au deschis un nou front la Marea Azov, bombardand Novoazovsk, cucerit pe 28 august. Pe 1 septembrie separatiștii și armata rusească au recucerit Aeroportul International din Luhansk, pe 2 septembrie Ilovaisk, iar la 4 septembrie au declanșat o ofensivă pentru a recuceri orașul port Mariupol. Pe 5 septembrie a fost semnat Protocolul de la Minsk între Federația Rusă, Republicile separatiste Donetsk și Luhansk, și Guvernul de la Kiev, prin care s-a încheiat un armistițiu. În ianuarie 2015 separatiștii și armata rusească au cucerit Aeroportul din Donețk după lupte de 9 luni, declanșând o noua ofensivă împotriva forțelor ucrainiene. Pe 18 februarie separatiștii cuceresc nodul feroviar Debalțeve. Pe 11 februarie a fost semnat un nou armnistițiu care urma să intre în vigoare pe 15 februarie și care cerea retragerea armamentului greu din regiune. Ucrainienii au început retragerea armamentului greu pe 26 februarie.

Harta operațiunilor militare

### Proclamarea Republicii Populare Donețk
După declarația activiștilor proruși privind crearea Republicii Populare Donețk și Republicii Populare Harkiv și intenția de a organiza un referendum de genul celui din Crimea, președintele interimar Oleksandr Turcinov a anunțat începutul Operației Anti-teroriste, care urma să aibă loc și în Luhansk, nu doar în Donețk. În aceeași zi forțele speciale ale Serviciului de Securitate al Ucrainei au eliberat Clădirea administrației Serviciului din Donețk, ocupată de activiști.

### Proclamarea Republicii Populare Luhansk
La 28 aprilie în Luhansk a fost anunțată crearea Republicii Populare Luhansk. Prima acțiune a activiștilor a fost ocuparea clădirii Serviciului de Securitate al Ucrainei și efectuarea presiunilor asupra administrației regionale.
La 29 aprilie activiștii pro-ruși au ocupat clădirea administrației și procuratorii regionale, fără a întâlni rezistență. Colaboratorii poliției, care apărau clădirea, au trecut de partea activiștilor și și-au pus panglica Sfântului Gheorghe. Deasupra clădirii administrării regionale a fost arborat drapelul Rusiei.

### Referendumul din 11 mai
La 11 mai în regiunile Donețk și Luhansk au avut loc câte un referendum privind soarta lor. Conform spuselor organizatorilor, prezența la vot a fost de 75 % în ambele regiuni, dintre care pentru independența Donețkului au votat 89 %, iar pentru cea Luhanskului - 96 %. Conform declarațiilor lui Turcinov la referendum au participat aproximativ 24 % din populația Regiunii Donețk, și respectiv 32 % din cea a Regiunii Luhansk.
Conform rezultatelor referendumurilor republicile autoproclamate și-au declarat suveranitatea la 12 mai, exprimându-și dorința de a intra în componența Rusiei, să creeze Novorusia și să intre în Uniunea Vamală Euroasiatică.

### Sloveansk

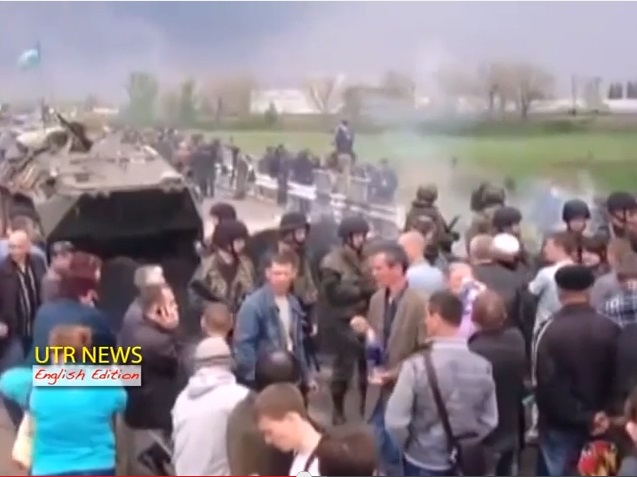
Civili care blochează forțele guvernamentale (aprilie 2014)

Totul s-a început la 12 aprilie 2014, când un grup de voluntari ruși conduși de Igor Ghirkin au ocupat clădirea poliției și consiliului orășenesc, incluzând orașul în zona de influență a autoproclamatei Republici Populare Donețk. După ciocniri timp de aproape 3 luni, în noaptea de 5 iulie 2014, separatiștii au părăsit orașul. În aceeași zi, orașul a trecut sub controlul militarilor ucraineni, iar deasupra clădirii consiliului orășenesc a fost ridicat drapelul de stat al Ucrainei.

### Mariupol
Pe 7 mai batalioanele Gărzii naționale au reușit să preia controlul clădirilor Consiliului Orășenesc din Mariupol. Ei i-au alungat pe susținătorii Republicii Populare Donețk utilizând gazul lacrimogen, deasupra clădirii fiind arborat steagul Ucrainei. Ministru de Interne Arsen Avakov a declarat că, clădirea se află sub controlul forțelor guvernamentale, dar peste câteva ore clădirea a revenit în mâinile susținătorilor Republicii Populare Donețk.
La 13 iunie batalionul „Azov” cu susținerea forțelor ucrainene și a vehiculelor blindate i-au alungat pe rebeli din centrul orașului. La sfârșitul zilei deasupra clădirilor administrative fluturau drapelele Ucrainei. Orașul a ajuns sub controlul armatei ucrainene. Conform unor date în urma operațiunii au fost omorâți 5 separatiști, iar alți 30 luați prizonieri.

### Luptele din vară

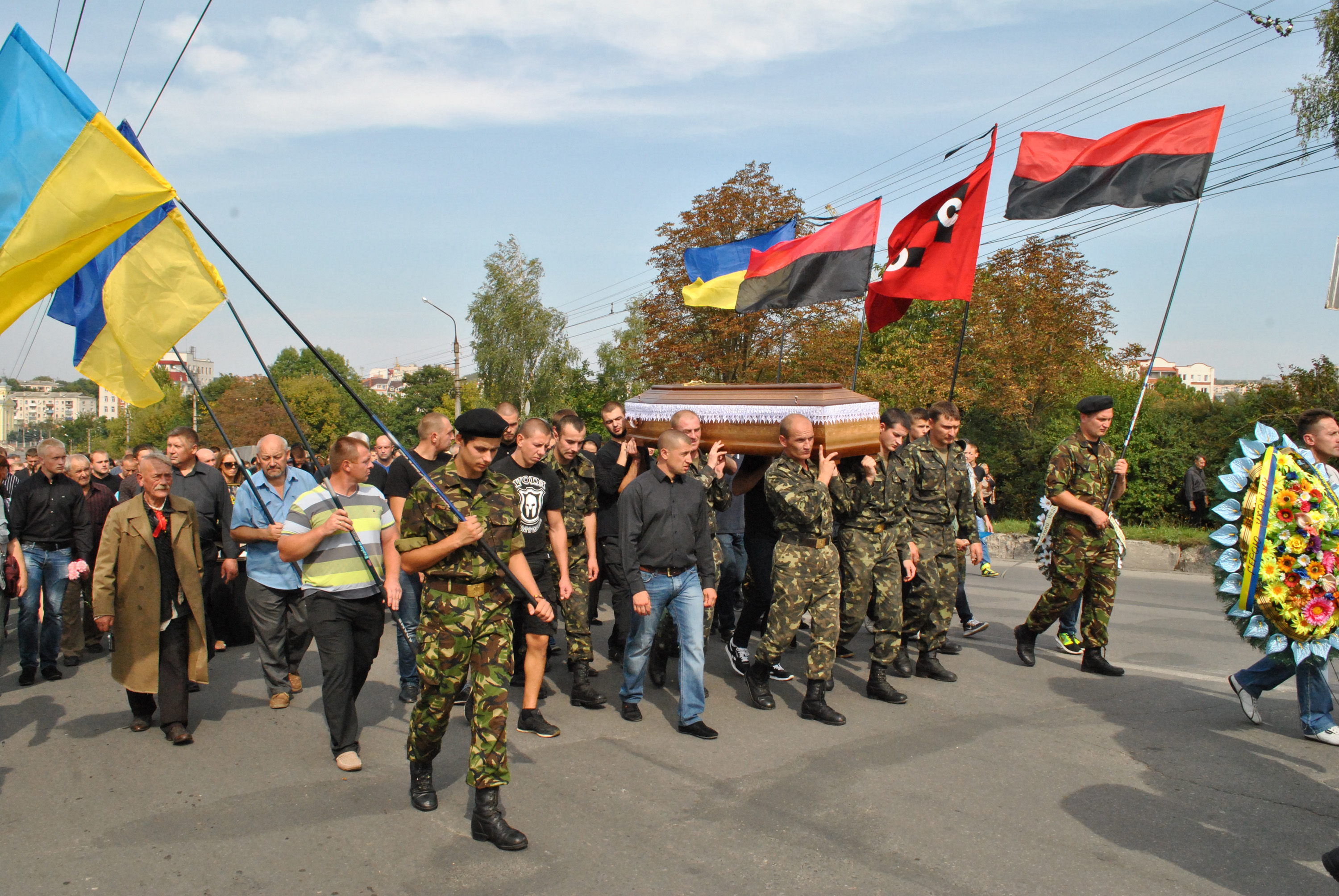
Înmormântarea unui soldat ucrainean

La câteva zile după ce Petro Poroșenko a câștigat alegerile prezidențiale operațiunile antiteroriste din estul țării s-au intensificat.
La început aceste operațiuni s-au soldat cu succes: utilizând artileria grea, mașini blindate și trupele de aviație, Garda Națională și batalioanele de voluntari au început să-i respingă pe separatiști, încercând să ocupe pozițiile ce fac legătura între Donețk și Luhansk și să-i taie de la hotarul cu Rusia. Cu toate acestea în august a avut loc o invayie directă a armatei regulate ruse: la început ei au ocupat o zonă din sudul regiunii Luhansk, care avea hotar cu regiunea Rostov, iar la sfârșitul lunii au început să contraatace.
Pe 17 iulie în regiunea Donețk s-a prăbușit avionul Boeing 777-200ER, care aparținea companiei Malaysia Airlines. Cu timpul rămân tot mai puține dubii că vina acestei tragedii o poartă rebelii și Rusia. Între timp trupele ucrainene au preluat sub control orașele Sievierodonețk, Lîsîceansk, Kirovsk și Popasna.
Pe 24 august, de ziua independenței Ucrainei, rușii au trecut la ofensivă în sudul Donbasului și au ieșit la Marea Azov. Pe 28 august ei au ocupat orașul Novoazovsk.

### Luptele din toamnă
Pe 5 septembrie, în urma negocierilor din orașul Minsk, s-a ajuns la un acord de încetare a focului. După intrarea în vigoare a armistițiului în mod repetat ambele părți s-au acuzat reciproc de încălcarea lui. De asemenea n-au contenit luptele pentru aeroportul din Donețk. Au avut loc bombardamente reciproce în apropiere de orașul Debalțeve.
Rușii folosesc pe scară largă tortura împotriva ucrainenilor capturați (atât militari, cât și civili, ceea ce este o crimă de război). Unul dintre primele cazuri înregistrate de tortură a prizonierilor de război în Ucraina a fost incidentul din 7 octombrie 2014 din orașul Zugres (regiunea Donețk), când ucraineanul Ihor Kozhoma, în vârstă de 53 de ani, a încercat să-și scoată soția din teritoriul ocupat, a fost legat de un post și torturat timp de câteva ore de ruși și localnici separatiști . Un caz similar a fost în cazul Iryna Dovgan (civilă), rezidentă în Donețk, care a fost torturată public pentru poziția ei pro-ucraineană 
Toată luna octombrie s-au dus lupte pentru aeroportul din Donețk, care se afla sub controlul militarilor ucraineni. Au fost bombardate și câteva raioane a orașului aflate sub controlul separatiștilor. Potrivit centrului de presă al Operațiunii Antiteroriste, separatiștii au deschis focul aspra unor poziții ocupate de trupele ucrainene în regiunea Donețk. De asemenea, operațiuni active de luptă au fost efectuate în Debalțeve.
Pe 6 noiembrie s-au intensificat operațiunile militare în Republica Populară Donețk, când potrivit separatiștilor un convoi de vehicule blindate ucrainean a intrat în Iasînuvata. În urma ciocnirilor, după spusele separatiștilor, au fost distruse 4 tancuri și 1 TBT. În același timp, s-au reluat luptele în alte părți ale frontului.